# 赫克托·尤斯特
赫克托·尤斯特（西班牙語：Héctor Yuste；1988年1月12日—）是一位西班牙足球運動員。在場上的位置是防守型後衛。他現在被西班牙足球甲級聯賽球隊格拉納達足球俱樂部外界至另外一家西班牙球隊皇家馬約卡。